# Mistrzostwa Ameryki Północnej Strongman 2008
Mistrzostwa Ameryki Północnej Strongman 2008 – doroczne, indywidualne zawody północnoamerykańskich siłaczy.
Data: 30, 31 sierpnia, 1 września 2008 r.

Miejsce: Gatineau (prowincja Quebec)  Kanada
WYNIKI ZAWODÓW:
| Miejsce | Zawodnik         | Kraj              | Punkty            |
| ------- | ---------------- | ----------------- | ----------------- |
| 1.      | Jessen Paulin    | Kanada            | 83,5              |
| 2.      | Christian Savoie | Kanada            | 79,5              |
| 3.      | Pete Konradt     | Stany Zjednoczone | 61,5              |
| 4.      | Ryan Bakke       | Stany Zjednoczone | 57,5              |
| 5.      | Matty Parkes     | Kanada            | 56                |
| 6.      | Corey St. Clair  | Stany Zjednoczone | 54                |
| 7.      | Josh Thigpen     | Stany Zjednoczone | 53,5              |
| 8.      | Danny Frame      | Kanada            | 42,5              |
| 9.      | Johnathon Conner | Stany Zjednoczone | 41,5              |
| 10.     | Grant Connors    | Kanada            | 37,5              |
| 11.     | Grant Higa       | Stany Zjednoczone | 36                |
| 12.     | Jose Plante      | Kanada            | 17 (kontuzjowany) |